# Bloomberg Commodity Index
Bloomberg Commodity Index (także BCOM, dawniej Dow Jones-AIG Commodity Index czyli DJ-AIGCI albo Dow Jones-UBS Commodity Index czyli DJ-UBSCI) – indeks prowadzony od 1998 roku opierający się na wagach dla energii, nasion, materiałów przemysłowych, cennych metali, produktów „miękkich” oraz cen mięsa rzeźnego.
Indeks jest naśladowcą zachowań produktów fizycznie istniejących (a dokładnie kontraktów na nie).

## Przykładowy skład indeksu
W maju 2020 indeks zawierał:
| Energia                                   | 29,93% | Spożywcze                        | 22,19% | Materiały przemysłowe | 17,46% | Cenne metale | 17,40% | Produkty miękkie | 7,21% | Żywe zwierzęta | 5,80% |
| ----------------------------------------- | ------ | -------------------------------- | ------ | --------------------- | ------ | ------------ | ------ | ---------------- | ----- | -------------- | ----- |
| WTI Crude ropa                            | 7,99%  | Kukurydza                        | 5,83%  | COMEX Miedź           | 6,96%  | Złoto        | 13,62% | Cukier           | 3,01% | Krowy          | 4,02% |
| Gaz                                       | 7,96%  | Soja                             | 5,64%  | LME Aluminium         | 4,33%  | Srebro       | 3,78%  | Kawa             | 2,71% | Świnie         | 1,78% |
| Brent Crude ropa                          | 7,01%  | Potrawy z soi                    | 3,30%  | LME cynk              | 3,43%  |              |        | Bawełna          | 1,49% |                |       |
| Olej napędowy o niskiej zawartości siarki | 2,60%  | Zboże (według giełdy w Chicago)  | 3,04%  | LME Nikiel            | 2,75%  |              |        |                  |       |                |       |
| RBOB benzyna                              | 2,26%  | Olej sojowy                      | 2,90%  |                       |        |              |        |                  |       |                |       |
| ULS Diesel                                | 2,11%  | Zboże (według giełdy Kansas HRW) | 1,46%  |                       |        |              |        |                  |       |                |       |